# Eschweilera bracteosa
Eschweilera bracteosa är en tvåhjärtbladig växtart som beskrevs av John Miers. Eschweilera bracteosa ingår i släktet Eschweilera och familjen Lecythidaceae. Inga underarter finns listade i Catalogue of Life.